# Samuel Smith's India Ale
Samuel Smith's India Ale — пиво типу преміум біттер, яке випускається незалежною англійською броварнею Samuel Smith's Old Brewery.
Пиво вариться з колодязної води, добутої зі свердловини 1758 року, яка до сьогодні експлуатується.
Найкраще смакує охолодженим, при температурі 11 °C.

## Склад
- Вода
- Солод з ячміню
- Пивні дріжджі
- Хміль